# Jakob Kees
Jakob Kees (* 1635 in Klotten; † um 1690 in Wetzlar) war ein deutscher Domherr in Wetzlar.

## Leben
Jakob Kees war der Sohn des Klottener Bürgers Johannes Kees (lat. filius Joannis Kees civis Clottensis) und Bruder der Äbtissin im Kloster Rosenthal Anna Maria Kees. Der Großvater der Geschwister, Nikolaus Kees, war um das Jahr 1590 durch Heirat mit der Tochter des kurfürstlichen Vogts Peter Pauls aus Pommern nach Klotten gekommen. Jakob Kees, über dessen schulische Ausbildung nichts überliefert wurde, war seit dem Jahr 1686 Domherr in Wetzlar.